# Kanton Antibes-2
Der Kanton Antibes-2 ist ein französischer Wahlkreis im Département Alpes-Maritimes in der Region Provence-Alpes-Côte d’Azur. Er umfasst den südöstlichen Teil der Gemeinde Antibes im Arrondissement Grasse. Durch die landesweite Neuordnung der französischen Kantone wurde er 2015 neu geschaffen. Der Kanton hat 31.239 Einwohner (Stand: 2022).

## Politik
| Vertreter im Departementrat | Vertreter im Departementrat             | Vertreter im Departementrat |
| Amtszeit                    | Namen                                   | Partei                      |
| --------------------------- | --------------------------------------- | --------------------------- |
| 2015–                       | Alexandra Borchio-fontimp Jacques Gente | UD                          |